# Альфред (пьеса)
«Альфред» — условное название неоконченной исторической пьесы русского писателя Николая Гоголя, написанной предположительно в 1835 году и опубликованной в 1856 году, после смерти автора. Это единственная пьеса Гоголя, написанная на тему из европейской истории.

## Содержание
Действие происходит в Англии во второй половине IX века, во время правления Альфреда Великого. Написанная часть пьесы включает два действия. В первом из них толпа ждёт на морском берегу прибытия короля, возвращающегося из путешествия в Рим. Альфред действительно приплывает и приветствует собравшихся. После его отъезда появляется корабль датских викингов во главе с королём Губбо. В следующей сцене снова действует Альфред, на этот раз «окружённый танами и графами королевства». Он говорит с вельможами о том, как можно было бы смягчить грубость английских нравов и организовать сопротивление датским набегам. Эту беседу прерывает известие о взятии викингами Лондона.
Во втором действии Альфред и его приближённые обсуждают проигранную датчанам битву. Многие уверены, что их врагам, уступавшим в числе, помогал демон. Датская погоня настигает англосаксов, происходит новое сражение, в котором побеждает Альфред. Король Губбо соглашается заключить мир и навсегда покинуть Англию.
О том, как действие должно было развиваться дальше, ничего не известно. «Идея драмы была, как видно, изображение борьбы между невежеством и своеволием вельмож, угнетающих народ…, и Альфредом, распространителем просвещения и устроителем государственного порядка», — написал Николай Чернышевский, прочитав самое первое издание пьесы. Литературоведы более поздних эпох согласны с тем, что между Альфредом и его окружением должен был произойти конфликт, который мог привести к новому поражению в войне с викингами. В дальнейшем Гоголь мог использовать английские легенды о том, как Альфред после поражения жил неузнанным, изучая жизнь простого народа, как он собрался с силами и победил датчан и предателей из числа знатных англосаксов.

## История текста
Пьеса сохранилась в единственной рукописи. Это не черновой текст: в нём есть недописанные слова, поправки, вставки, вычеркнутые слова и целые предложения. Почти нет абзацев, а в ряде случаев не уточняется, кому принадлежит конкретная реплика. При этом литературоведы констатируют, что у Гоголя был тщательно продуманный план пьесы: правки только стилистические, имеется перечень основных персонажей, их речь индивидуализирована. В начале текста помарок почти нет, а почерк неторопливый, но в дальнейшем число правок постоянно растёт.
Предположительно Гоголь работал над пьесой в 1835 году: именно тогда он читал в Петербургском университете лекции по всеобщей истории, а для подготовки к ним изучал, помимо всего прочего, книги по истории Англии. Основными источниками материала об эпохе, в которую происходит действие «Альфреда», стали «История Англии» Рапена де Туараса и «Европа в Средние века» Галлама. Возможно, Гоголь изучал ещё и «Историю завоевания Англии норманнами» Огюстена Тьерри.
Первая публикация состоялась в 1856 году, через четыре года после смерти автора. Текст пьесы издал в приложении к «Запискам о жизни Н. В. Гоголя» Пантелеймон Кулиш под заголовком «Набросок начала безыменной трагедии из английской истории». Спустя год он же включил пьесу во второй том «Сочинений и писем Гоголя» под названием «Альфред. Начало трагедии из английской истории». В этих изданиях было множество искажений имён собственных и других ошибок. В 1889 году Н. С. Тихонравов сверил текст с рукописью и подготовил исправленное издание в составе пятого тома «Сочинений» Гоголя.